# Okręg wyborczy Gloucester
Okręg wyborczy Gloucester powstał w 1295 r. i wysyłał do angielskiej, a następnie brytyjskiej, Izby Gmin dwóch deputowanych. Okręg obejmuje miasto Gloucester. W 1885 r. liczbę mandatów przypadających na okręg zmniejszono do jednego.

## Deputpowani do brytyjskiej Izby Gmin z okręgu Gloucester

### Deputowani w latach 1660–1885
- ????–1685: Charles Berkeley
- ????–1681: Evan Seys
- 1681–1685: Charles Somerset, markiz Worcester, torysi
- 1685–????: John Powell
- 1685–????: John Wagstaffe
- 1831–1832: Maurice Berkeley, wigowie
- 1835–1837: Maurice Berkeley, wigowie
- 1841–1857: Maurice Berkeley, wigowie

### Deputowani po 1885
- 1885–1895: Thomas Robinson
- 1895–1900: Charles Monk
- 1900–1910: Russell Rea
- 1910–1918: Henry Terrell
- 1918–1923: James Bruton
- 1923–1929: James Horlicks
- 1929–1945: Leslie Boyce, Partia Konserwatywna
- 1945–1957: Moss Turner-Samuels, Partia Pracy
- 1957–1970: John Diamond, Partia Pracy
- 1970–1987: Sally Oppenheim-Barnes, Partia Konserwatywna
- 1987–1997: Douglas French, Partia Konserwatywna
- 1997–2001: Tess Kingham, Partia Pracy
- 2001–: Parmjit Dhanda, Partia Pracy